# Acaena novae-zelandiae
Acaena novae-zelandiae é uma espécie de rosácea do gênero Acaena, pertencente à família Rosaceae.